# Kráľova Lehota
Kráľova Lehota (in ungherese Királylehota) è un comune della Slovacchia facente parte del distretto di Liptovský Mikuláš, nella regione di Žilina.